# Elizeth Cardoso
Elizeth Moreira Cardoso (Rio de Janeiro, 16 luglio 1920 – Rio de Janeiro, 7 maggio 1990) è stata una cantante e attrice brasiliana, talora conosciuta anche come Elizete Cardoso.

## Biografia
Nata nei sobborghi di Rio de Janeiro e figlia di un chitarrista che si procurava da vivere eseguendo serenate, fu avviata al canto dalla madre. Dopo aver iniziato giovanissima a lavorare prima come commessa, poi come impiegata, fu scoperta durante la festa per il suo sedicesimo compleanno dal musicista e compositore Jacob do Bandolim, noto suonatore di mandolino e autore di diversi noti choro.
Jacob, nonostante l'iniziale opposizione paterna, portò Elizeth alla Rádio Guanabara dove, il 18 aprile 1936 si esibì per la prima volta durante il programma Suburbano con Vicente Celestino, Araci de Almeida, Moreira da Silva, Noel Rosa e Marília Batista. Divenne in breve una presenza fissa delle varie radio di Rio de Janeiro all'epoca in cui tutta la musica era suonata e cantata dal vivo in presa diretta.
Dal 1939 iniziò a esibirsi nei locali e in teatro in varie commedie musicali. Lo stesso anno si sposò con Ari Valdez, ma il matrimonio durò poco. Incise il suo primo disco nel 1950, un 78 giri con le canzoni Braços vazios e Mensageiro da saudade. Il suo primo successo fu il disco successivo con le canzoni Canção de amor e Complexo. Il grande successo di Canção de amor, che fu il suo cavallo di battaglia per molti anni, le consentì di apparire nel 1951 nel primo programma della rete TV Tupi di Rio de Janeiro. Dopo questa apparizione poté iniziare anche a lavorare nel mondo del cinema.
Dopo un inizio come cantante di choro, negli anni cinquanta si impose come una delle migliori interpreti dei samba-canção insieme a Maysa, Nora Ney, Ângela Maria e Dolores Duran. Le canzoni del genere, derivato dal bolero su ritmi più vicini al samba, trattavano quasi immancabilmente dello struggimento e della nostalgia per l'amore irrealizzato con testi tragici e melodrammatici.

Elizete Cardozo (1955)

Nel gennaio del 1958 divenne inconsapevolmente tra le iniziatrici della bossa nova, con la pubblicazione dell'album Canção do amor demais che conteneva canzoni scritte da Vinícius de Moraes e da Antônio Carlos Jobim. Il titolo del disco si rifà esplicitamente al primo grande successo di Elizeth, Canção do amor. La casa discografica Festa, specializzata in dischi di poesia, nei quali venivano incise poesie recitate da attori o dagli autori stessi, decise di realizzarne uno dedicato ai versi di de Moraes. Diversamente da quanto avveniva normalmente, si decise di fare un disco di canzoni, quindi non solo recitato. Per far accettare la cosa al ministero degli esteri brasiliano, allora datore di lavoro del poeta che, tra le altre cose, faceva il diplomatico, sulla copertina del disco venne scritto «Poesia - Vinicius de Moraes». Poteva sembrare sconveniente attribuirgli solo il ruolo di paroliere.
Inizialmente si pensò di far interpretare le canzoni a Dolores Duran, allora considerata una delle maggiori interpreti brasiliane e che già aveva inciso canzoni di Jobim. Invece fu poi scelta Elizeth che, oltre a essere disponibile, all'epoca aveva una relazione con Vinicius. Canção do amor demais era ancora una raccolta di samba-canção con poche eccezioni. Chega de saudade e Outra vez sono tra queste. La novità in questi due pezzi è la presenza della chitarra di João Gilberto che con la sua rivoluzionaria batida influenzò tutta la musica brasiliana negli anni seguenti.
Elizeth Cardoso, senza volerlo, contribuì ancora in maniera significativa all'esplosione della bossa nova. Sempre nel 1958 partecipò alla colonna sonora del film Orfeu negro che vinse la Palma d'oro a Cannes e l'Oscar come miglior film straniero nel 1959 e che lanciò a livello internazionale le canzoni di Vinicius, Jobim e Luiz Bonfá. Nel film, e nella colonna sonora, Elizeth interpretò Manhã de Carnaval  di Bonfá e Antonio Maria, la prima canzone di bossa nova che divenne celebre nel mondo, pur non essendo lei una cantante di bossa nova e pur non essendo bossa nova nemmeno la canzone. Dopo l'avvento della bossa nova anche Elizeth cominciò via via a modificare il suo stile avvicinandosi alla nuova musica. Negli anni sessanta presentò addirittura un programma televisivo intitolato Bossaudade (gioco di parole tra bossa nova e saudade) per la TV Record di San Paolo.
Nel 1965 Elizeth giunse seconda al primo Festival della Canzone Popolare Brasiliana con la canzone Valsa do amor que não vem di Baden Powell e Vinícius de Moraes (nell'occasione vinse la giovanissima nuova stella della MPB Elis Regina con Arrastão). Con l'album Elizeth sobe o morro del 1965, Eliseth iniziò a spostare il suo stile musicale verso il samba, realizzando una lunga serie di dischi e incontri musicali con gli esponenti storici del genere. Nel 1968 realizzò un importante spettacolo al Teatro João Caetano di Rio de Janeiro per il Museo dell'Immagine e del Suono (MIS, Museu da Imagem e do Som) che fu considerato l'apice artistico della sua carriera.
Elizeth Cardoso ha collezionato un gran numero di soprannomi e appellativi: A Noiva do Samba-Canção (la fidanzata del samba-canção), Lady do Samba (la lady del samba), Mulata Maior (la mulatta massima), A Magnífica (la Magnifica). Il più importante le fu dato da Haroldo Costa, A Divina (la Divina), che fu il suo marchio durante il periodo di massimo splendore e successo di pubblico.
Il musicista Clare Fischer, arrangiatore e pianista del gruppo vocale The Hi-Lo's, le dedicò il brano Elizete che fu inciso dal bandleader Cal Tjader nel suo Cal Tjader's Plays the Contemporary Music of Mexico and Brazil, uno dei primissimi dischi ispirati alla bossa nova incisi negli Stati Uniti nel marzo del 1962.
Il suo nome, nei dischi, nei film e negli spettacoli veniva spesso scritto (o pronunciato) "Elizete" e "Elisete" senza una apparente regola.
Con una vastissima produzione di dischi nei suoi 40 anni di carriera, Elizeth Cardoso è stata una delle più conosciute cantanti brasiliane in tutta l'America Latina e in Portogallo. Scarsa fortuna ebbe all'estero nel momento di massima espansione della bossa nova, forse perché considerata superata per l'epoca e poco propensa a mescolare le sue melodie melodrammatiche con il jazz e con gli stili ritmici più nuovi.

## Discografia

### 78 giri
- Braços vazios / Mensageiro da saudade (1950) Star
- Complexo / Canção de amor (1950) Todamérica
- Vem para os braços meus / A mentira acaba (1950) Todamérica
- Dá-me tuas mãos / O amor é uma canção (1951) Todamérica
- Se eu pudesse / Quem diria? (1951) Todamérica
- É sempre assim / Falsos beijos (1951) Todamérica
- Cantiga de Natal / 31 de dezembro (1951) Copacabana
- As palavras não dizem tudo / Venho de longe (1952) Todamérica
- Nosso amor, nossa comédia / Maus tratos (1952) Todamérica
- Eu não posso dizer / Teu ciúme (1952) Todamérica
- Amor, amor / Caixa postal zero zero (1952) Todamérica
- Ingratidão / O homem do passado (1952) Todamérica
- Alguém como tu / Nem resta a saudade (1953) Todamérica
- Fantasia / Graças a Deus (1953) Todamérica
- Ai, ai, Janot. / Amor que morreu (1953) Todamérica
- Pra que voltar? / Ao Deus-dará (1954) Todamérica
- Brigas de amor / Vida vazia (1954) Todamérica
- Seresteiro / Palhaço (1954) Todamérica
- Ocultei / Zanguei com meu amor (1954) Continental
- Só você, mais nada / Caminha (1954) Continental
- A moça do retrato / Tormento (1955) Todamérica
- Subúrbio / Não quero você (1955) Todamérica
- Águas passantes / Velha praça (1955) Continental
- Amanhã será tarde / Não tenho lar (1955) Continental
- Canção da volta / Linda flor (1956) Continental
- Amor oculto / Velhas memórias (1956) Copacabana
- Na madrugada / O amor é fado (1956) Copacabana
- Aconteceu no Uruguai / Tem jeito, sanfona (1957) Copacabana
- Chove lá fora / Nunca é tarde (1957) Copacabana
- É luxo só / Por acaso (1958) Copacabana
- Madame Fulano de Tal / Conselho inútil (1958) Copacabana
- Na cadência do samba / Praça sete (1958) Copacabana
- E daí? / Sozinha (1959) Copacabana
- Cheiro de saudade / Até quando (1960) Copacabana
- Cheiro de saudade / Até quando (1960) Copacabana
- Velhos tempos / Cidade do interior (1960) Copacabana
- O amor e a rosa / Bebeco e Doca (1960) Copacabana
- A canção dos seus olhos / Ri (1960) Copacabana
- Mulata assanhado (1960) Copacabana
- Vem hoje / Guacira (1960) Copacabana
- Palhaçada. / Samba triste (1961) Copacabana
- Nossos momentos / Tentação do inconveniente (1961) Copacabana
- Balão apagado / Notícia de jornal (1961) Copacabana
- Deixa andar / Vaga-lumeando (1961) Copacabana
- Deixa andar / Nosso momentos (1961) Copacabana
- Moeda quebrada / Ninguém sabe de nós (1962) Copacabana
- Canção da manhã feliz / Na cadência do samba (1962) Copacabana
- Briguei / Seja lá o que Deus quiser (1962) Copacabana
- Eu quero amar / Se vale a pena (1963) Copacabana
- Mulher carioca / Menino travesso (1963) Copacabana
- Seu José / Não pense em mim (1963) Copacabana

### Album
- Canções à meia luz (1955) Continental (LP 10 pollici)
- Fim de noite (1956) Copacabana
- Noturno (1957) Copacabana
- Música e poesia de Fernando Lobo (1957) Copacabana
- Um compositor em dois tempos - Jubileu de prata de Herivelto Martins (1957) Copacabana
- Naturalmente (1958) Copacabana
- Retrato da noite (1958) Copacabana
- Canção do amor demais (1958) Festa
- Magnífica (1959) Copacabana
- A meiga Elizeth (1960) Copacabana
- Sax - Voz (1960) Copacabana
- Sax - Voz - Nº.2 (1961) Copacabana
- A miega Elizeth Nº.2 (1962) Copacabana
- Grandes momentos com Elizeth Cardoso (1963) Copacabana
- Elizeth canta seus maiores sucessos (1963) Continental
- A meiga Elizeth Nº.3 (1963) Copacabana
- Elizeth interpreta Vinícius (1963) Copacabana
- A meiga Elizeth Nº.4 (1963) Copacabana
- A meiga Elizeth Vol.5 (1964) Copacabana
- Elizeth sobe o morro (1965) Copacabana
- Quatrocentos anos de samba (1965) Copacabana
- A bossa eterna de Elizeth e Cyro, Elizeth Cardoso e Cyro Monteiro (1966) Copacabana
- Muito Elizeth (1966) Copacabana
- A enluarada Elizeth (1967) Copacabana
- Ao vivo no Teatro João Caetano - Volume I - Elizeth Cardoso, Zimbo Trio e Jacob do Bandolim (1968) Museu da Imagem e do Som
- Ao vivo no Teatro João Caetano - Volume II - Elizeth Cardoso, Zimbo Trio e Jacob do * Bandolim (1968) Museu da Imagem e do Som
- Momento de amor (1968) Copacabana
- Elizeth e Zimbo Trio na Sucata (1969) Copacabana
- A bossa eterna de Elizeth e Ciro - Nº 2 - Elizeth Cardoso e Cyro Monteiro (1970) Copacabana
- Elizeth, a exclusiva (1970) Som
- É de manhã - Elizeth Cardoso e Zimbo Trio (1970) Copacabana
- Falou e disse (1970) Copacabana
- Elizeth no Bola Preta com a Banda do Sodré (1970) Copacabana
- Elizeth Cardoso e Silvio Caldas (1971) Copacabana
- Elizeth Cardoso e Silvio Caldas - Vol. II (1971) Copacabana
- Elizeth Cardoso - Disco de ouro (1971) Copacabana
- Elizeth Cardoso (1971) Latino
- Elizeth Cardoso (1972) TAL
- Preciso aprender a ser só (1972) Copacabana
- Mulata maior (1974) Copacabana
- Elizeth / Feito em casa (1974) Copacabana
- Edição histórica - VOL. 3 (1974) Fontana
- Elizeth Cardoso (1975) Continental
- Bossaudade - A bossa eterna (1975) Copacabana
- Elizeth Cardoso (1976) Copacabana
- Elizeth Cardoso, Jacob do Bandolim, Zimbo Trio e Época de Ouro (1977) Museu da Imagem e do Som
- Live in Japan (1978) Global Records/Copacabana
- A cantadeira do amor (1978) Copacabana
- O inverno do meu tempo (1979) Som livre
- Elizeth Cardoso nº 1 (1980) Copacabana
- Elizeth Cardoso nº 2 (1980) Copacabana
- Elizeth Cardoso nº 3 (1980) Copacabana
- Elizethíssima (1981) Sigla/Som Livre
- Recital (1982) Victor
- Outra vez Elizeth (1982) Som Livre
- Elizeth - Uma rosa para Pixinguinha (1983) Funarte
- Leva meu samba-Elizeth Cardoso e Ataulfo Júnior (1984) Eldorado
- Luz e Esplendor (1986) Arca Som
- Elizeth Cardoso - Jacob do Bandolim - Zimbo Trio e Conj - Época de Ouro (1989) RCA Victor
- Elizeth Cardoso (1989) Copacabana/Funarte
- Ary Amoroso (1991) Sony Music
- Todo sentimento (1991) Sony Music/Columbia

## Filmografia parziale
- America di notte, regia di Carlos Alberto de Souza Barros e Giuseppe Maria Scotese (1961)